# Galleria Cardano
La galleria Cardano (in tedesco Kardauntunnel) è una galleria ferroviaria posta sulla linea Brennero-Bolzano fra la stazione di Prato-Tires e quella di Bolzano.
Essa prende il nome dal centro abitato di Cardano, posto in prossimità dell'imbocco meridionale.

## Caratteristiche
La galleria ha lunghezza di 3939 m ed è posta fra le stazioni di Prato-Tires e di Bolzano.
Il portale nord è posto alla progressiva chilometrica 157+196, il portale sud alla progressiva 153+257.